# Canton de Duras
Pour les articles homonymes, voir Duras.
Le canton de Duras est une ancienne division administrative française située dans le département de Lot-et-Garonne, en région Aquitaine.

## Géographie
Ce canton était organisé autour de Duras dans l'arrondissement de Marmande. Son altitude variait de 25 m (Baleyssagues) à 187 m (Loubès-Bernac) pour une altitude moyenne de 101 m.

## Représentation

### Conseillers généraux de 1833 à 2015
| Période         | Période          | Identité                                                 | Étiquette           | Qualité |
| --------------- | ---------------- | -------------------------------------------------------- | ------------------- | --- |
| 1833            | 1839             | Jean-Baptiste Boucherie de Migon                         |                     | Juge de paix, maire de Duras (1808-1815) Ancien député (1815) |
| 1839            | 1848             | Jean-Léonor Léon Jouhaneau-Larégnère (1800-1853)         | Monarchiste         | Propriétaire à Loubès-Bernac |
| 1848            | 1852             | François Jabot (1809-1888)                               |                     | Notaire à Allemans |
| 1852            | 1864             | Antoine Alfred Anérius Théophile de Grammont (1823-1881) |                     | Général de brigade Écuyer de l'Empereur Napoléon III |
| 1864            | 1871 (décès)     | Guillaume Hyacinthe Béchade (1794-1871)                  |                     | Avocat à Duras |
| 1871            | 1885 (démission) | Louis Belleaud                                           | Droite bonapartiste | Avocat à Saint-Sernin |
| 1885            | 1898             | Jean Bousquet                                            | Droite bonapartiste | Agriculteur, maire de Pardaillan, conseiller d'arrondissement |
| 1898            | 1899 (démission) | Pierre Bordes                                            |                     | Médecin, officier de santé, vétérinaire sanitaire, propriétaire à Pardaillan |
| 7 mai 1899      | 1901             | H. Pastureau                                             | Rad.                | Géomètre-expert à Duras, propriétaire à Esclottes, conseiller d'arrondissement |
| 1901            | 1906 (décès)     | Benjamin Rouquette (1846-1906)                           | Républicain         | Piqueur de chemins vicinaux, Agent voyer principal, Agent voyer, Conducteur voyer, Juge de paix du canton de Monségur, Délégué cantonal de l'instruction publique Maire de Duras (1900-1902) |
| 1906            | 1919             | Guillaume Chapoulié                                      | Républicain         | Maire de Pardaillan |
| 1919            | 1925             | Joseph Biraben (1862-1927)                               | Rad.                | Notaire Maire de Soumensac |
| 1925            | 1937             | Ferdinand Champeval                                      | SFIO                | Propriétaire à La Sauvetat-du-Dropt |
| 1937            | 1940             | Gaston Fauché                                            | Rad.ind.            | Maire de Savignac-de-Duras Nommé conseiller départemental en 1943 |
|                 |                  |                                                          |                     | |
| 1945            | 1949             | Louis Michel                                             | PCF                 | Agriculteur à Savignac-de-Duras |
| 1949            | 1966 (décès)     | Hugues Bireaud (1892-1966)                               | MRP                 | Agriculteur et vétérinaire, maire de Baleyssagues, ancien conseiller d'arrondissement |
| 29 janvier 1967 | 1998             | Lucien Chollet (1923-2016)                               | CD puis app.UDF     | Viticulteur Maire de Savignac-de-Duras (1953-1971) puis de Duras (1971-1995) |
| 1998            | 2004             | Jean François-Poncet                                     | UDF                 | Ministre plénipotentiaire Sénateur (1983-2011) Ministre (1978-1981) Président du Conseil général (1998-2004) Ancien conseiller général du Canton de Laplume                                  |
| 2004            | 2015             | Bernadette Dreux                                         | UMP                 | Agricultrice Maire de Duras depuis 2008 |

### Conseillers d'arrondissement (de 1833 à 1940)
| Période                                  | Période          | Identité                    | Étiquette    | Qualité |
| ---------------------------------------- | ---------------- | --------------------------- | ------------ | --- |
| 1833                                     | 1842             | Samuel Damaniou (1765-1846) |              | Propriétaire à Duras                                                                                        |
| 1842                                     | 1848             | M. Malardeau                |              | Avocat, propriétaire à Duras                                                                                |
|                                          |                  |                             |              | |
| 1880                                     | 1885             | Jean Bousquet               | Bonapartiste | Agriculteur, maire de Pardaillan                                                                            |
| 1886                                     | 1892             | M. Rocher                   | Droite       | |
| 1892                                     |                  | M. Bordes                   | Républicain  | |
|                                          |                  |                             |              | |
|                                          | 1899 (démission) | H. Pastureau                | Rad.         | Géomètre-expert à Duras, propriétaire à Esclottes                                                           |
|                                          |                  |                             |              | |
| 9 déc. 1906                              | 1910             | M. Pillac                   | Libéral      | |
| 1910                                     | 1919             | M. Lamat                    | Républicain  | |
| 1919                                     | 1928             | M. Duluc                    | Républicain  | |
| 1928                                     | 1940             | Hugues Bireaud              | URD          | Docteur vétérinaire à Duras, propriétaire à Baleyssagues                                                    |
| 1940                                     |                  |                             |              | Les conseils d'arrondissement ont été suspendus par la loi du 12 octobre 1940 et n'ont jamais été réactivés |
| Les données manquantes sont à compléter. |                  |                             |              | |

## Composition
Le canton de Duras groupait 15 communes et comptait 5 305 habitants (population municipale au 1er janvier 2012).
| Communes                | Population (2012) | Code postal | Code Insee |
| ----------------------- | ----------------- | ----------- | ---------- |
| Auriac-sur-Dropt        | 195               | 47120       | 47018      |
| Baleyssagues            | 181               | 47120       | 47020      |
| Duras                   | 1 318             | 47120       | 47086      |
| Esclottes               | 159               | 47120       | 47089      |
| Loubès-Bernac           | 346               | 47120       | 47151      |
| Moustier                | 323               | 47800       | 47194      |
| Pardaillan              | 329               | 47120       | 47199      |
| Saint-Astier            | 212               | 47120       | 47229      |
| Sainte-Colombe-de-Duras | 108               | 47120       | 47236      |
| Saint-Jean-de-Duras     | 243               | 47120       | 47247      |
| Saint-Sernin            | 426               | 47120       | 47278      |
| La Sauvetat-du-Dropt    | 572               | 47800       | 47290      |
| Savignac-de-Duras       | 221               | 47120       | 47294      |
| Soumensac               | 243               | 47120       | 47303      |
| Villeneuve-de-Duras     | 315               | 47120       | 47321      |
| Total                   | 5 191             |             |            |

## Démographie
| 1962  | 1968  | 1975  | 1982  | 1990  | 1999  | 2006  | 2010  | 2012  |
| ----- | ----- | ----- | ----- | ----- | ----- | ----- | ----- | ----- |
| 5 149 | 5 649 | 5 046 | 4 870 | 4 680 | 4 693 | 5 002 | 5 221 | 5 191 |